# رود کندار
رود کندار رودی است که به رود گومل می‌ریزد. این رود از کشورهای افغانستان و پاکستان می‌گذرد.